# Guampa

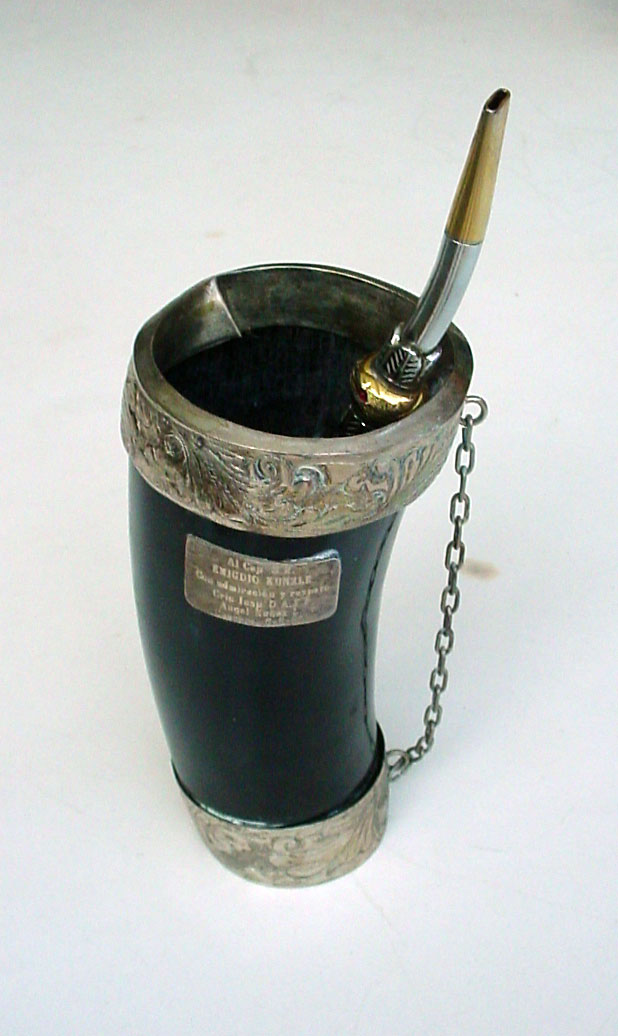
Uma guampa.

Guampa (Do mapuche huámpar, ou do quechua cuerno, pelo espanhol platino guampa) é o termo usado para se referir ao chifre bovino, ovino ou de veado, mas é especialmente usado para se referir ao chifre usado como um recipiente ou copo.  
A guampa é produzida a partir do chifre do animal abatido, sendo cortada ou serrada do tamanho desejado, lixada e curada, podendo ou não receber acabamentos variados, sendo os mais comuns em couro tratado, além de adaptações para carregá-lo, como tiras de couro, rebites, argolas e mosquetão em metal, e algumas vezes impermeabilizado internamente com cera de abelha. O fechamento pode ser o próprio (se a parte usada for a extremidade do chifre) ou ser feito com couro ou madeira. Além do uso como copo, pode servir de cantil, bastando para isso ser fechado nas outra extremidade, sendo usado para transportar água ou aguardente. O uso da guampa se popularizou pelo consumo do tereré., e tornou-se um utensílio comum não apenas na região sul e pantaneira ou nos países vizinhos como Paraguai, Argentina e Uruguai, mas também também em outras regiões do Brasil, sendo a bebida considerada Patrimônio Imaterial da Humanidade.
O recipiente para o preparo do tereré também é denominado "guampa" quando é feito com chifre bovino, ou chifre bovino em geral. Diferentemente de outras localidades do Cone Sul, no Paraguai qualquer vasilhame para beber mate ou tereré é chamada de "guampa", seja de plástico, metal, chifre, madeira ou materiais combinados, já que o termo "mate" é usado para se referir apenas a para infusão ou kit de mate, e "guampa" para se referir apenas ao recipiente onde a erva é carregada.
Esses recipientes das Américas têm seus equivalentes na Europa antiga ou medieval e também em outras partes do mundo. Na Espanha, os copos feitos de chifres eram chamados de cuernas, e se usava o termo "beber uma cuerna de cerveja" ou "brindar com uma cuerna de hidromel". Nas culturas vikings e celtas também são encontradas referências aos copos feitos a partir de chifres de animais.